# Louis Adolphe Salmon
Pour les articles homonymes, voir Salmon.
Ne doit pas être confondu avec Adolphe Salmon.
Louis Adolphe Salmon est un peintre et graveur français né à Paris le 1er mai 1811 et mort le 9 septembre 1895 à Neuilly-sur-Seine.

## Biographie
Adolphe Salmon fréquente les ateliers de Jean-Auguste-Dominique Ingres et de Louis-Pierre Henriquel-Dupont à l'École des beaux-arts de Paris. Il est lauréat du second grand prix de Rome en gravure de 1832, et remporte le premier grand prix en 1834. Il réside alors à Rome à la villa Médicis de 1835 à 1837, en compagnie des graveurs François Augustin Bridoux et Jean-Baptiste Farochon (1812-1871).
Graveur d'interprétation, il se spécialise dans le burin. Il produit aussi des aquarelles. Il est membre de la Société des artistes français et expose aux Salons de 1839 (médaille de 2e classe), 1853, 1857, 1859, 1863 et 1867.
Adolphe Salmon est nommé chevalier de la Légion d'honneur en 1867,. 

## Estampes
- Portrait d'Eugène Schneider, d'après Paul Delaroche], 30,4 × 19,3 cm, Autun, musée Rolin[6] ;
- La Liberté guidant le peuple, d'après Eugène Delacroix ;
- Jules César, d'après Jean-Auguste-Dominique Ingres, frontispice de L'Histoire de Jules César ;
- La Baigneuse Valpinçon, d'après Jean-Auguste-Dominique Ingres, eau-forte et burin, 45,2 × 31,2 cm.